# Bobsleigh aux Jeux olympiques de 2002
Pour des articles plus généraux, voir Bobsleigh aux Jeux olympiques et Jeux olympiques d'hiver de 2002.
Navigation
Nagano 1998 Turin 2006
Les épreuves de bobsleigh aux Jeux olympiques de 2002 voient pour la première fois une épreuve féminine avec le bob à deux. Elles se déroulent sur la piste de Park City.

## Podiums

### Hommes
| Épreuve      | Or                                                            | Argent                                                            | Bronze                                                  |
| ------------ | ------------------------------------------------------------- | ----------------------------------------------------------------- | ------------------------------------------------------- |
| Bob à deux   | Allemagne Christoph Langen Markus Zimmerman                   | Suisse Steve Anderhub Christian Reich                             | Suisse Martin Annen Beat Hefti                          |
| Bob à quatre | Allemagne Carsten Embach Enrico Kuehn Kevin Kuske Andre Lange | États-Unis Todd Hays Garrett Hines Randy Jones Bill Schuffenhauer | États-Unis Mike Kohn Doug Sharp Brian Shimer Dan Steele |

### Femmes
| Épreuve    | Or                                     | Argent                                  | Bronze                                   |
| ---------- | -------------------------------------- | --------------------------------------- | ---------------------------------------- |
| Bob à deux | États-Unis Jill Bakken Vonetta Flowers | Allemagne Ulrike Holzner Sandra Prokoff | Allemagne Susi Erdmann Nicole Herschmann |

### Tableau des médailles
| Rang  | Nation     | Or | Argent | Bronze | Total |
| ----- | ---------- | -- | ------ | ------ | ----- |
| 1     | Allemagne  | 2  | 1      | 1      | 4     |
| 2     | États-Unis | 1  | 1      | 1      | 3     |
| 3     | Suisse     | 0  | 1      | 1      | 2     |
| Total | Total      | 3  | 3      | 3      | 9     |